# Xogunato Ashikaga
```
   |-
       |
Erro:
:  
valor não especificado para "
nome_comum
"

   |-
       | 
Erro:
:  
valor não especificado para "
continente
"
```

Símbolo da família Ashikaga, chamado de Ashikaga Futatsubiki (足利二つ引き).

O Xogunato Ashikaga (足利幕府, Ashikaga bakufu, 1336–1573), ou Xogunato Muromachi (室町幕府, Muromachi bakufu), ou Período Muromachi foi um regime militar feudal japonês estabelecido pelo terceiro xogum Ashikaga Yoshimitsu e, controlado pelos xoguns do clã Ashikaga no período de 1336 à 1573. Este também recebe o nome da Rua Muromachi, em Quioto, onde o xogum Ashikaga estabeleceu sua residência, local apelidado de Hana no Gosho (花の御所) ou Palácio da Flor, devido à abundância de flores em sua paisagem.

## Começo
Durante o período anterior, período Kamakura (1185-1333), o clã Hojo gozava de um poder absoluto no governo do Japão. Esse monopólio do poder, combinado como a falta de recompensas de terras depois da vitória contra as invasões mongóis do Japão, levou a um ressentimento entre os vassalos dos Hojo. Finalmente, em 1333, o Imperador Go-Daigo ordenou os vassalos dos governos locais a se oporem ao domínio Hojo e a favor da restauração imperial, conhecida como Restauração Kenmu.
Para conter essa revolta, o bafuku Kamakura ordenou que Ashikaga Takauji esmagasse o levante. Por razões incertas, possivelmente porque Ashikaga era o líder de facto do desprestigiado clã Minamoto, enquanto o clã Hojo surgiu a partir do clã Taira, que Minamoto anteriormente tinha derrotado, Ashikaga se voltou contra o bafuku Kamakura e lutou a favor da corte imperial.
Após a derrubada de sucesso do bafuku de Kamakura, em 1336, Ashikaga Takauji estabeleceu seu próprio bafuku em Quioto.

## Cortes do Norte e do Sul
Depois de Ashikaga Takauji estabelecer ele próprio como Seii Taixogum, uma disputa iniciou-se contra o Imperador Go-Daigo sobre como se deveria governar o país. Essa disputa levou Takauji a propor que Yukahito, o segundo filho do Imperador Go-Fushimi, fosse nomeado como Imperador Komyo. Go-Daigo fugiu e o país foi dividido entre a Corte do Norte (a favor de Komyo e Ashikaga) e a Corte do Sul (a favor de Go-Daigo). Esse período das Cortes do Norte e do Sul (período Nanboku-cho) continuou por 56 anos, até 1392, quando a Corte do Sul desistiu durante o reinado de Ashikaga Yoshimitsu.

## Estrutura do Governo

Estrutura do bakufu

Devido, em parte, ao fato de Ashikaga Takauji ter estabelecido seu xogunato ao aliar-se com o Imperador contra o anterior xogunato Kamakura, os Ashikaga compartilhavam mais da autoridade governamental com o governo imperial do que o xogunato Kamakura tinha. Assim, Era um xogunato mais fraco que os xogunatos de Kamakura e de Tokugawa. O sistema centralizado de mestre-vassalo usado no período Kamakura foi substituído pelo sistema descentralizado dos daimyos (senhores feudais locais), enquanto o poder militar do xogunato Ashikaga dependia em grande parte da lealdade dos daimyos.

## Relações exteriores
As escolhas políticas que envolviam as relações exteriores do xogunato Ashikaga eram concentradas em manter contato com a Dinastia Joseon da península coreana e com a China Imperial.

## Queda do xogunato
À medida que os daimyos cada vez mais rivalizavam entre si em busca de poder na Guerra Onin, a lealdade tornava-se cada vez mais frágil, até a explosão em uma guerra aberta no final do período Muromachi, também conhecido como Período Sengoku.
Quando o xogum Ashikaga Yoshiteru foi assassinado 1565, um ambicioso daimyo, Oda Nobunaga, aproveitou-se da oportunidade e instalou o irmão de Yoshiteru, Ashikaga Yoshiaki, como o 15º xogum Ashikaga. Entretanto, Yoshiaki era o xogum apenas nas aparências.
O xogunato Ashikaga foi finalmente destruído em 1573, quando Nobunaga expulsou Ashikaga Yoshiaki de Quioto. Inicialmente, Yoshiaki fugiu para a ilha de Shikoku. Depois, ele recebeu proteção do clã Mori, no oeste do Japão. Mais tarde, Toyotomi Hideyoshi pediu para que Yoshiaki o aceitasse como filho adotivo e o 16ª xogum Ashikaga, mas ele recusou.
A família Ashikaga sobreviveu ao século XVI e um ramo da família tornou-se a família daimyo do domínio de Kitsuregawa. Com o fim da linhagem Kitsuregawa e a morte de Ashikaga Atsuuji em 1983, o líder da família de facto na época era Ashikaga Yoshihiro, da linhagem de Hirashima Kubo.

## Lista dos xoguns Ashikaga

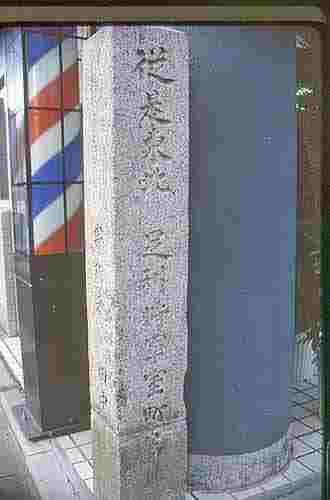
Monumento do lugar de origem do Bafuku Muromachi, Quioto

1. Ashikaga Takauji, reinou 1338–1358
2. Ashikaga Yoshiakira, r. 1359–1368
3. Ashikaga Yoshimitsu, r. 1368–1394
4. Ashikaga Yoshimochi, r. 1395–1423
5. Ashikaga Yoshikazu, r. 1423–1425
6. Ashikaga Yoshinori, r. 1429–1441
7. Ashikaga Yoshikatsu, r. 1442–1443
8. Ashikaga Yoshimasa, r. 1449–1473[4]
9. Ashikaga Yoshihisa, r. 1474–1489[4]
10. Ashikaga Yoshitane, r. 1490–1493, 1508–1521[5]
11. Ashikaga Yoshizumi, r. 1494–1508[5]
12. Ashikaga Yoshiharu, r. 1521–1546
13. Ashikaga Yoshiteru, r. 1546–1565
14. Ashikaga Yoshihide, r. 1568
15. Ashikaga Yoshiaki, r. 1568–1573